# 南白乡
南白乡，是中华人民共和国山西省忻州市原平市下辖的一个乡镇级行政单位。2021年5月，撤销南白乡、东社镇，合并设立同川镇。

## 行政区划
南白乡下辖以下地区：
山西村、西坪村、沟北村、神岗头村、西头庄村、尚义村、上南白村、下南白村、上神原村、下神原村、东岗村、下西岗村、前堡村、后堡村、中原岗村、清水沟村、龙王堂村、横院村、和围村、南尧村、北尧村、刘岗村、巩岗村、寨上村和治庄村。